# Galileo Spezial
Galileo Spezial ist ein Ableger der deutschen Fernsehsendung Galileo.

## Moderation
Hauptartikel: Galileo.
Moderiert wird die Sendung von den normalen Galileo-Moderatoren, zu denen momentan Aiman Abdallah und Stefan Gödde zählen.

## Episoden
| Nr. | Datum              | Name                                                                     | Inhalt | Bemerkungen |
| --- | ------------------ | ------------------------------------------------------------------------ | --- | --- |
| 01  | 11. November 2004  | Antennenwechsel                                                          | Spektakulärer Austausch der Fernsehantenne auf dem Düsseldorfer Fernsehturm                                                               | |
| 02  | 21. Februar 2005   | Rekordversuch! Mit Aiman Abdallah in 70 Stunden um die Welt              | Aiman Abdallah versucht mit einem Flugzeug den Weltrekord im um die Welt fliegen zu brechen                                               | |
| 03  | 22. Mai 2005       | Sakrileg – Ein Code wird entschlüsselt                                   | Sendung zu dem Buch Sakrileg von Dan Brown                                                                                                | |
| 04  | 29. September 2005 | Tsunami                                                                  | Es wird erforscht was passiert, wenn ein Tsunami in der Nordsee entsteht                                                                  | |
| 05  | 16. Februar 2006   | "Leben hinter Gittern" – das Frauengefängnis                             | Begleitung von Häftlingen in der Justizvollzugsanstalt Frankfurt                                                                          | |
| 06  | 23. April 2006     | Die Legende der Päpstin                                                  | | |
| 07  | 5. September 2006  | Tornado – Todesspirale über Berlin                                       | Das mögliche Szenario der Bedrohung Berlins durch einen Wirbelsturm                                                                       | |
| 08  | 10. Dezember 2006  | Apokalypse – Wann kommt der Todesmeteorit                                | Die Bedrohung der Erde durch einen Asteroid, Kometeneinschläge in der Erdgeschichte                                                       | |
| 09  | 8. Dezember 2007   | Licht aus! Für unser Klima                                               | Galileo Spezial zu Beteiligung Deutschland an weltweiter Klimaschutz-Aktion mit Ausschalten der Lichter für fünf Minuten!                 | |
| 10  | 6. Januar 2008     | Grab in eisigen Höhen – Bergung aus der Todeszone                        | Expedition zur Bergung einer Leiche vom Gipfel des 8.047 m hohen Broad Peak.                                                              | Ausgezeichnet mit dem Bayerischen Fernsehpreis                                                                                      |
| 11  | 17. August 2009    | Crashpoint – Wie gefährlich ist Fliegen?                                 | Risiken für Flugpassagiere im Luftverkehr                                                                                                 | |
| 12  | 31. August 2009    | Abgrund – ist Bergbau für uns alle gefährlich?                           | Untersuchung reelle Katastrophenszenarien durch Bergbau-Spätschäden                                                                       | |
| 13  | 7. September 2009  | Tod aus der Tiefe – welche Gefahr lauert im Meer?                        | Bedrohung der Menschen durch Gefahren im Meer                                                                                             | |
| 14  | 14. September 2009 | Der wahre Bibelcode-Thriller                                             | Hintergrund zu Film und Buch "Der Bibelcode" von Drosnin. Das Buch enthält die Heilige Schrift einen Geheimen-Code/Bibelkodex/Torah-Code? | |
| 15  | 21. September 2009 | "Gefahr im Verzug" – Die härtesten Spezialeinheiten                      | Ein Top 4 Ranking der anspruchsvollen Spezialeinheiten                                                                                    | |
| 16  | 5. Oktober 2009    | Virenattacke. Wie gefährdet sind wir?                                    | | |
| 17  | 20. Dezember 2009  | Karawane der Hoffnung                                                    | Rüdiger Nehberg und seine Frau kämpfen gegen das Ritual der Klitoris-Beschneidung afrikanischer Mädchen                                   | Ausgezeichnet mit den Adolf-Grimme-Preis in der Kategorie "Information & Kultur"                                                    |
| 18  | 31. Januar 2010    | Die magischen Experimente des Zauberlehrlings                            | Untersuchung der Harry Potter Mythen | |
| 19  | 14. März 2010      | Fluch der Karibik – die spektakulärsten Piratenexperimente               | Experimente zur Überprüfung der Mythen von Fluch der Karibik                                                                              | |
| 20  | 6. Januar 2011     | Freiheit um jeden Preis – die spektakulärsten Fluchtversuche aus der DDR | Experimente zur Flucht aus der DDR | |
| 21  | 20. März 2011      | Tschernobyl – 25 Jahre nach dem Super-Gau                                | Stefan Gödde besucht das Sperrgebiet und das Atomkraftwerk in Tschernobyl                                                                 | |
| 22  | 27. März 2011      | Vampire unter uns?                                                       | Aiman Abdallah geht auf Spurensuche nach Vampiren                                                                                         | |
| 23  | 31. Juli 2011      | 50 Jahre Mauerbau – Geheime Machtzentren des kalten Krieges              | | |
| 24  | 2. März 2012       | Fukushima                                                                | Ein Jahr nach dem Unglück | |
| 25  | 7. April 2013      | Anschluss gesucht                                                        | Mit dem Linienbus durch Deutschland | |
| 26  | 23. Juni 2013      | Gefahr am Strand                                                         | Bomben in der Ostsee | |
| 27  | 20. April 2014     | Syrien                                                                   | Die beiden syrisch-stämmigen Schwestern haben mit Hilfe von Facebook eine einzigartige Aktion ins Leben gerufen.                          | Yasmin Dahi und Sherin Dahi nutzen Facebook, um syrischen Flüchtlingen zu helfen. Wir begleiten sie auf ihrer gefährlichen Mission. |
| 28  | 12. Oktober 2014   | Das geheime Land – Leben in Nordkorea                                    | Das Leben in Nordkorea und sein Verhältnis zum Ausland                                                                                    | |
| 29  | 8. Februar 2015    | Superhelden                                                              | | |
| 30  | 17. Dezember 2015  | Die Macht ist mit uns – wie ein Film die Welt verändert                  | Start des VII Teils der Star Wars Saga. Das Geschäft mit Star Wars, Eintauchen in die Szene, Interview mit Fans                           | |

## Auszeichnungen

### Karawane der Hoffnung
- 2010: Adolf-Grimme-Preis in der Kategorie "Information & Kultur"
- 2010: Rose d’Or in der Kategorie Social Award[1] (Nominierung)